# Машин, Александр Фёдорович
Александр Фёдорович Машин (30 июля 1953, Казань — 4 февраля 2016, Казань) — советский футболист, защитник, полузащитник.

## Спортивная карьера
Уроженец Казани, начал играть в футбол в парке «Эрмитажка», далее — в «Трудовых резервах», у тренеров Александра Михайловича Дятлова и Валерия Дмитриевича Дорёшина. В 1970 году был приглашён в «Рубин», во второй половине сезона-1971 выступал за дублирующий состав, с 1972 года стал играть за основу во второй лиге. Машину предлагали перейти в другие клубы — в «Крылья Советов» Куйбышев, а из московского «Спартака» приезжал Николай Старостин, но футболист в середине 1975 года перешёл в ленинградский «Зенит», который тренировал казанец Герман Зонин. Машин провёл за клуб 13 игр, но в 1976 году вернулся в Казань: он перестал проходить в состав, а влажный ленинградский климат усугублял проблемы со здоровьем сына.
В начале 1980-х во второй лиге было введено ограничение по возрасту: в команде могло быть не более 5 футболистов старше 25 лет, и спортсмен перешёл в саранскую «Светотехнику», которую тренировал Валерий Калугин, ранее работавший в «Рубине». В команде Машин отыграл семь сезонов (1981—1984, 1986—1987, 1990). В 1985 вновь играл в «Рубине», в 1989—1990 — в казанском «Луче» в турнире КФК. Карьеру завершил в 1992 году в казанской «Идели», где был играющим тренером. Работал тренером в казанских спортивных школах.